# Jean-Philippe Rameau
(J.-Ph. Rameau, da Observations sur notre instinct pour la musique et sur son principe)
Jean-Philippe Rameau (/ʒɑ̃ fiˈlip ʁaˈmo/) (Digione, 25 settembre 1683 – Parigi, 12 settembre 1764) è stato un compositore, clavicembalista, organista e teorico della musica francese.

## Biografia

Stemma personale di Rameau

Jean-Philippe Rameau nasce il 25 settembre 1683 e viene battezzato probabilmente lo stesso giorno della nascita, da padre organista, Jean Rameau, e madre, figlia di un importante notaio, impegnata nel panorama notarile, Claudine de Martinécourt. Il padre gli impartì i primi rudimenti musicali, ma al giovane Rameau le lezioni paterne non giovavano e le sentiva anzi pesanti. Si cimenta inizialmente coll'arte letteraria, dimostrandosi subito mediocre in questo frangente e risolvendo quindi di votare la propria vita alla musica che continua a studiare da solo come autodidatta.
In gioventù, Jean-Philippe si concede un breve soggiorno in Italia, che non lo porta più lontano di Milano, per poi esercitare la sua professione in giovane età e all'inizio della sua carriera in diverse città (Avignone, Lione, Clermont-Ferrand). Si stabilisce successivamente a Parigi e completa gli studi sotto la guida dell'organista Louis Marchand (1669-1732), la cui influenza è ravvisabile nel suo primo libro (livre di pièces) per clavicembalo.

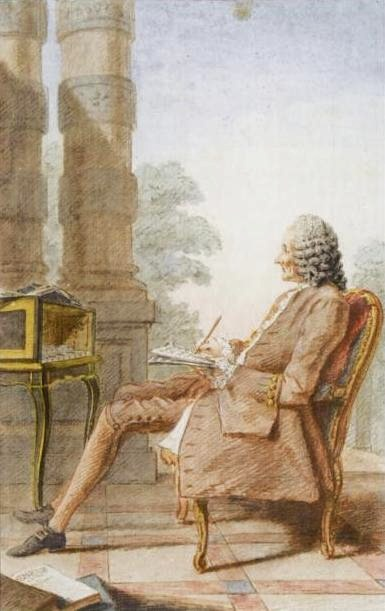
Carmontelle: Rameau, 1760

Rameau diviene quindi titolare di organi in diverse chiese di Parigi, Avignone e Clermont-Ferrand, senza comunque lasciare alcuna opera per questo strumento, solamente le opere teoriche Premier livre de pièces de clavecin e Traité de l'harmonie reduite à ses principes naturales.
Protetto del fattore generale Alexandre Le Riche de la Pouplinière, dal 1744 vive con la moglie Marie-Louise Mangot, anch'ella musicista, in un appartamento nel palazzo di sua proprietà in rue Richelieu a Parigi. La coppia vi risiede per dodici anni, mentre Rameau dirige l'orchestra privata del suo mecenate, con la quale si permette di sperimentare nuovi metodi di strumentazione e composizione. Questo ruolo fu in seguito rivestito da François-Joseph Gossec e da Johann Stamitz.
Strinse in quel periodo un sodalizio con Voltaire, collaborando con lui alla realizzazione di alcune opere, mantenendo però per tutta la vita un'intensa rivalità con gli Enciclopedisti e in particolare con Jean-Jacques Rousseau. Di Rousseau, nel 1745, ascoltò l'opera Le Muse galanti, esprimendo le sue riserve sulle attitudini compositive del filosofo svizzero.
All'età di cinquant'anni, il suo corpus è ancora limitato a qualche mottetto, qualche cantata e a tre raccolte di pezzi per clavicembalo. A quell'epoca, i suoi contemporanei Vivaldi, Bach e Händel avevano già composto una mole di lavori ben più nutrita. Ad ogni modo, i due ultimi libri fanno vanto di una grande originalità, piazzandosi senza dubbio al vertice della letteratura francese per questo strumento.
Dopo svariate prove infruttuose, riesce nel 1733 a far rappresentare il suo primo lavoro teatrale importante, la tragédie lyrique Hippolyte et Aricie, superiore per ricchezza e profondità strumentale persino alla tradizione di Lully. André Campra affermò d'altronde che vi fosse «abbastanza musica in quest'opera per farne dieci», aggiungendo che «di questo passo li eclisserà tutti». Il musicista deve comunque ritornare sulla partitura originale, scoprendo alcune arie ineseguibili da parte dei cantanti, come quella del "secondo trio delle Parche", il cui audace gusto armonico oltrepassa tutto ciò che era stato a quel momento prodotto.
Malgrado la riprovazione in circolo tra i seguaci di Lully, che consideravano questo tipo di musica "troppo moderna", in contrasto con i fan di Rameau stesso che la sapevano geniale, il successo immediato gli concede il posto maiuscolo di compositore di ruolo alla corte di Luigi XV. Tragédies lyriques, pastorals héroïques, atti di balletti si succedono quasi senza interruzione sui palchi di corte fino alla sua morte, avvenuta il 12 settembre 1764.
Rameau cambierà spesso librettista, non riuscendo a trovarne uno che potesse produrre un testo di qualità equivalente alla sua musica. È pur vero che è alquanto esigente, poco accomodante e, sembra, anche assai tirchio.
Rameau è uno degli attori principali nella Querelle des bouffons che lo oppone a Jean-Jacques Rousseau e ad altri musicisti e teorici della musica. La polemica esplose nel 1752, a causa del confronto tra la tragédie lyrique (tradizione francese) e l'opera buffa, importata dall'Italia. I due s'erano trovati fianco a fianco al momento di una collaborazione musicale mancata, che aveva snervato non poco Rameau e umiliato Rousseau - che nelle vesti di compositore non fu mai capace, nonostante le pretese, di guadagnarsi l'affermazione a cui anelava.

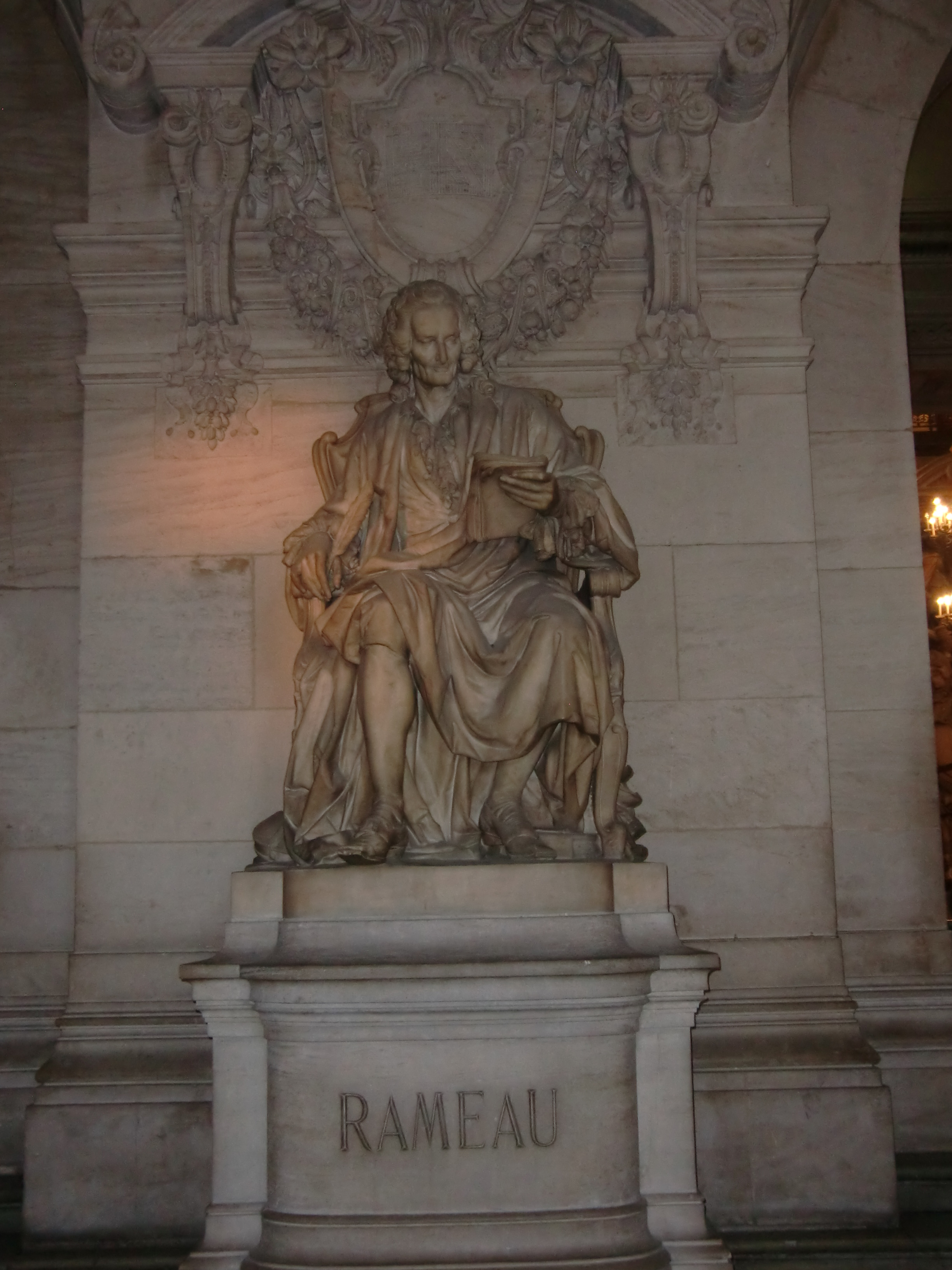
Statua di Rameau all'Opéra National de Paris

Ne risultarono relazioni assai velenose; per il Nostro, è la armonia ad essere inscritta nell'istinto dell'Uomo e nella stessa natura dei suoni, e non già la melodia come il rivale affermava; è pertanto l'armonia a reggere la musica, non essendo la melodia nient'altro che un'estrinsecazione di essa.
La sua opera di teorico (Trattato dell'armonia ricondotta ai suoi principi naturali) è assai importante, poiché su di essa si fonda la moderna concezione tonale e la moderna teoria degli accordi e dell'armonia. Essa è anteriore alla sua carriera di compositore di musica per il teatro: per la doppia qualità di teorico e musicista, Rameau ricevette da Voltaire (suo ammiratore, e in più di un'occasione suo librettista) il soprannome di Euclide-Orfeo.
Fu uomo tendenzialmente solitario e di temperamento sanguigno, ma amava prodigarsi per gli altri: con la sua protezione, infatti, influenzò sensibilmente la carriera di numerose personalità della musica di allora quali il compositore e clavicembalista Claude Balbastre.
Nonostante avesse raggiunto presto un certo successo come compositore, visse sempre con lo stesso mobilio, compreso un vecchio clavicembalo a cui era molto legato; dopo la sua morte, venne trovato nella sua abitazione un sacchetto contenente una discreta quantità d'oro.
Alcuni pezzi composti da Rameau sono conosciutissimi anche dal grande pubblico. Tra le composizioni più celebri, infatti, spiccano dei brani appartenenti alle miscellanee composte per clavicembalo. Celeberrima è La Poule, dalla raccolta delle Nouvelles Suites de Pièces de Clavecin: con questo pezzo Rameau cerca di seguire la strada tracciata da Antonio Vivaldi e partorisce uno dei capolavori assoluti della musica a programma. La breve composizione cerca di imitare il verso della gallina attraverso l'utilizzo di abbellimenti come trilli e acciaccature ed esercita un certo fascino sugli ascoltatori. Il pezzo è stato successivamente trascritto per orchestra da camera da Rameau stesso, ma degna di nota è la trascrizione per orchestra d'archi operata da Ottorino Respighi. Quest'ultimo, grande maestro della trascrizione, ha incluso la straordinaria pagina barocca nella Suite Gli uccelli che racchiude la trascrizione ed elaborazione di brani di Bernardo Pasquini, Jacques Gallot e dello stesso Rameau.
Oltre alla Poule, sempre alla stessa antologia appartiene la altrettanto nota Egyptienne. L'Egyptienne, ossia la Fanciulla Egizia, è un altro di quei piccoli gioielli snocciolati dal compositore francese che si sono guadagnati un fascino senza tempo. Il breve pezzo è impreziosito da numerosi abbellimenti che intendono rievocare le atmosfere orientali, l'arrivo della fanciulla a corte e la sua danza sibaritica capace di ipnotizzare qualsiasi uomo. Il clavicembalo, uno dei protagonisti assoluti della musica barocca, vanta da sempre un timbro in certi tratti anche misterioso, sibillino, capace di evocare l'esotica suggestione dell'antico Oriente; peculiarità su cui hanno fatto leva, oltre al Nostro, molti altri compositori contemporanei. Come per la Poule, Rameau ha trascritto anche questo pezzo per orchestra d'archi.
Da ricordare anche Le Rappel des Oiseaux, dal ritmo vivace e spigliato, imperniata sui motivi tanto cari ai compositori barocchi. Non si può dimenticare il celeberrimo Tambourin, il cui vigore quasi ancestrale ha sedotto miglia di ascoltatori anche dopo la morte di Rameau. Famoso è anche Les Cyclopes, uno squisito spaccato musicale sul fantastico mondo dei Ciclopi, alma di ispirazione per musicisti e poeti.
Tra le ouverture più celebri sono da ricordare quella per Pygmalion, Le temple de la Gloire, Castor et Pollux, Platée, Les Fêtes d'Hébé, Zoroastre,  Dardanus, e le ancor più celebri Les Paladins e Hippolyte et Aricie. Particolarmente noti i ritornelli che includeva nelle sue opere, come quelli in Dardanus e in Hippolyte et Aricie. La sua opera più conosciuta rimane probabilmente Les Indes Galantes, dalla quale sono tratte la Danse du Calumet de la Paix (Rondò) e la Ciaccona finale. Zoroastre è considerato un esempio della tradizione musicale massonica.

## Oblio e palingenesi

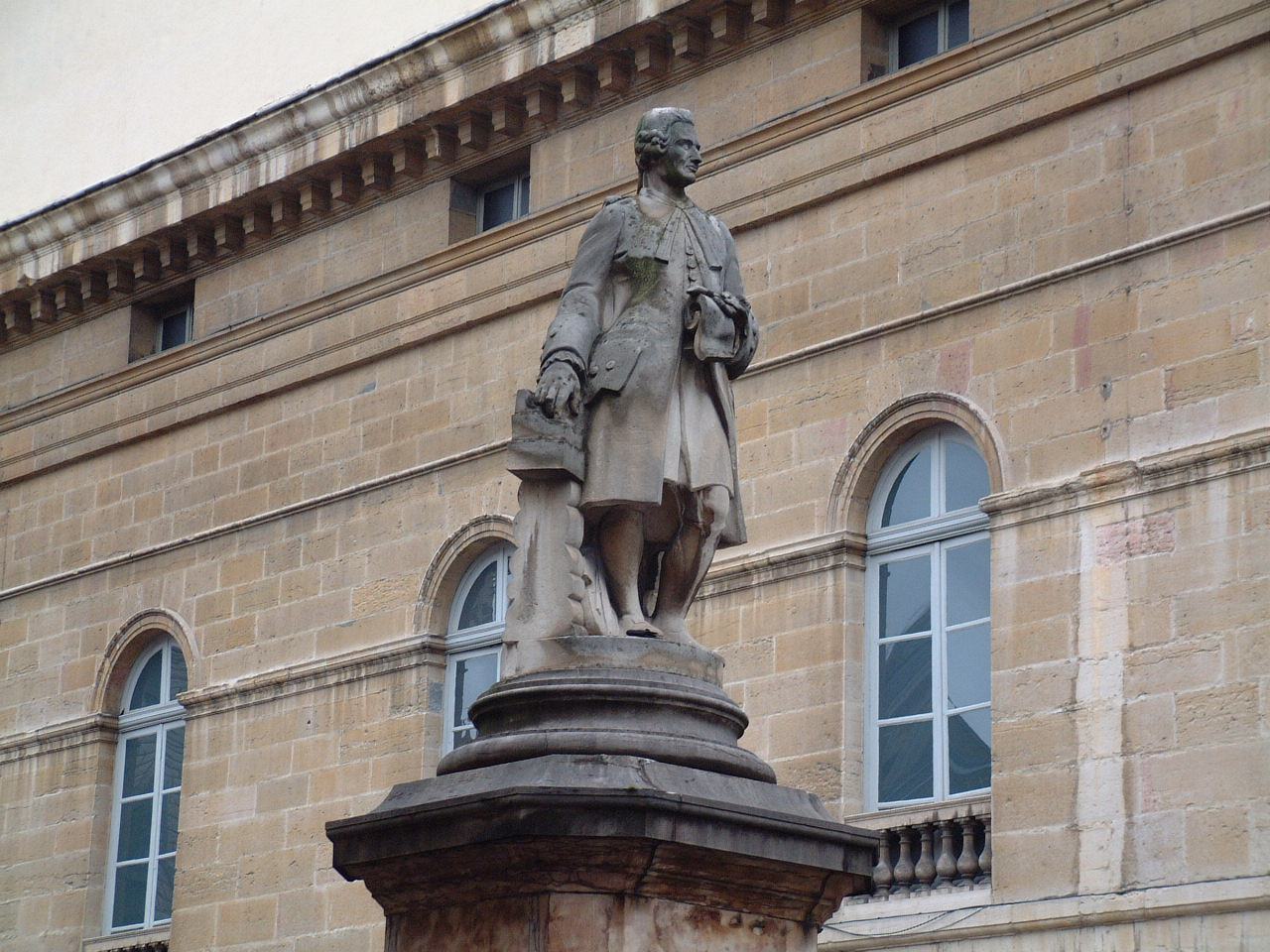
Statua di Rameau a Digione

Nonostante il suo nome abbia conservato un grande prestigio dopo la sua morte, la produzione teatrale di Rameau è stata, negli ultimi 140 anni, dimenticata e ignorata. Lo si riveriva come uno dei maggiori musicisti francesi, alcuni dei suoi pezzi per clavicembalo venivano eseguiti al pianoforte (tra gli altri il famoso Tambourin), ma a nessuno sarebbe venuta l'idea di riproporre una delle sue opere sceniche fino all'inizio del XX secolo, quando la Schola Cantorum diretta da Charles Bordes rappresentò per la prima volta l'atto di ballo La Guirlande, opera seducente e senza troppe pretese.
Fu l'inizio di un rinnovamento progressivo, e Rameau riapparve nei repertori, dapprima con difficoltà, poi con sempre più successo nel corso del secolo passato. Jean Malignon, nel suo libro della fine degli anni cinquanta, testimonia che nessuno, a quell'epoca, conosceva Rameau per averne sentito le composizioni essenziali. Inoltre, pareva più che improbabile che, ad esempio, le sue tragédies lyriques potessero un giorno essere rimesse in scena.
Ciò nonostante, l'opera del Nostro ha in pieno beneficiato del ritorno dell'amore per la musica antica. La maggior parte dei suoi lavori teatrali è oggi disponibile in registrazioni di alta qualità proposte da parte di ensembles barocchi alquanto prestigiosi. Tutti i suoi grandi lavori sono stati ripresi, e godono oggigiorno di un grande successo, soprattutto Les Indes galantes. La prima rappresentazione della sua ultima tragédie lyrique, Les Boréades, ha avuto luogo addirittura 3 secoli dopo la nascita del compositore, nel 1982 ad Aix-en-Provence. In precedenza, le prove erano state interrotte dalla morte del compositore nel 1764.

## Ammiratori
Rameau è associato tradizionalmente al gusto classico. Il suo trattato di teoria musicale fu studiato assiduamente da Hector Berlioz che ammirava sia il Rameau teorico che il Rameau compositore: della nutrita produzione operistica e strumentale del compositore Berlioz amava in particolare l'opera  Castor et Pollux. La ripresa dell'opera di Rameau avvenne da parte del connazionale Vincent D'Indy. Quest'ultimo fondò nel 1894 la Schola Cantorum, cui palco ospitò la rappresentazione di numerose opere del compositore barocco. Grande estimatore delle composizioni di Rameau fu anche Claude Debussy, che come Berlioz ammirava Castor et Pollux, opera che ritornò ad essere allestita nel 1903. Rientrano nel novero degli ammiratori della musica del Nostro altre personalità di spicco come Camille Saint-Saëns - che nel 1895 pubblicò i Pièces - e Paul Dukas. Attualmente, la musica di Rameau è incisa e diretta in particolare da direttori come John Eliot Gardiner e William Christie.
Jacques Rivière in un breve saggio sul Dardanus dove evidenzia la spontaneità meravigliosa di Rameau  «che non prova alcun disagio vedendosi imprigionata», ha scritto che dopo Wagner si sentiva l'esigenza di abbandonare tutti i canoni musicali codificati al fine di una ritrovata libertà  espressiva. «Per esempio l'opera di Debussy è stata soprattutto di reagire a quello che c'era ancora di troppo rituale nell'invenzione di cui Wagner era diventato prigioniero, cioè la costruzione tematica. Tuttavia Rameau ci è restituito ed ecco che constatiamo con stupore ch'egli ha saputo esprimere tutto, servendosi delle forme stesse il cui rifiuto ci era parso il nostro primo dovere»

## Il Rameau teorico e filosofo della musica
Rameau fu sempre visto come il portabandiera del gusto classico, del Rococò, dell'aristocrazia e soprattutto come difensore del melodramma francese. Rameau fu compositore e teorico rivoluzionario: a lui dobbiamo l'invenzione del passaggio del pollice, una catalogazione esaustiva delle ornamentazioni (in Europa ogni paese e perfino ogni scuola aveva le sue; un'anarchia alla quale Couperin non ebbe tempo di porre ordine) ottave parallele e studi su un genere di sua invenzione, il Diatonico-Enarmonico. La costante ricerca stilistica e gli incredibili arditismi armonici fecero tanto scalpore da provocare una violenta rivolta che passò alla storia come "La Querelle des Bouffons"; diatriba che vedeva anteposti i due schieramenti dei Ramellisti, i quali vedevano in Jean-Philippe una figura di svolta epocale, e i Lullysti a difesa della grande Opera Nationale, che vedevano in Rameau una minaccia per quelle tradizioni credute immutabili.
Uomo di spirito illuminista come artista indagò l'orizzonte della musica secondo le sue conoscenze fisico-matematiche non limitandosi però ad un mero aspetto positivista. Nella sua concezione sensuale di una musica intesa come essenza connaturata in ogni umano istinto vediamo in Rameau svilupparsi quei germi tipici del Romanticismo. Prima di lui altri illustri pensatori dediti alle scienze si occuparono della musica: il primo fu certo Pitagora, il quale riteneva fosse l'estrinsecazione di un'armonia superiore, sovrumana. La musica, secondo Pitagora, poteva essere traslata in numeri, dacché questa utilizzava proporzioni numeriche. Il Medioevo vide nel monaco Guido d'Arezzo il nuovo teorico musicale. Il benedettino scrisse due trattati che rivoluzionarono la storia della musica: il Micrologus de musica e il Prologus in antiphonarium. Fu Gioseffo Zarlino l'esponente di spicco della teoria musicale nel Rinascimento; le sue dissertazioni ebbero sensibile influenza sui compositori barocchi.
Tra il Seicento e il Settecento furono celebri figure di matematici come Cartesio, Marin Mersenne ed Eulero a cercare di passare la musica sotto il setaccio della scienza e della matematica, alla stregua del filosofo greco. Rameau scrisse il suo primo trattato nel 1722, intitolandolo Traité de l'harmonie réduite à ses principes naturels e sostenendo l'idea che l'armonia si fondasse su di un principio naturale e originario, e quindi razionale ed eterno. «La musica è una scienza che deve avere delle regole stabilite, queste regole devono derivare da un principio evidente, e questo principio non può rivelarsi senza l'aiuto della matematica». Secondo Rameau, questo principio è contenuto in qualsiasi corpo sonoro che, vibrando, produce l'accordo perfetto maggiore che è dato in natura nel quarto quinto e sesto armonico, e da cui deriverebbero tutti gli altri accordi possibili. Solo la triade minore non è riducibile alla triade maggiore; dal momento che nel suo sistema non devono esistere eccezioni - in natura non si danno eccezioni -, Rameau si trae dall'imbarazzo con l'artificiosa spiegazione degli armonici inferiori.

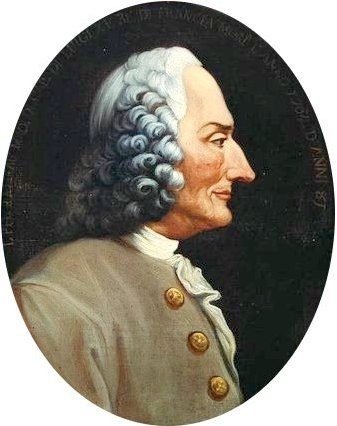
Ritratto anonimo di Rameau conservato al Museo internazionale e biblioteca della musica di Bologna

Secondo Rameau la musica sa esprimere, attraverso l'armonia, il divino ordine universale, ossia la natura stessa. La natura di cui parla Rameau è fondata su un sistema di leggi matematiche e la sua concezione si allaccia convenientemente con il meccanicismo newtoniano. Per Rameau, tra ragione e sentimento, intelletto e sensibilità, e ancora tra natura e legge matematica non c'è nessun contrasto, ma anzi esiste un perfetto accordo: questi elementi devono quindi cooperare armonicamente. Rameau non favorisce né la musica italiana né quella francese perché «vi sono teste egualmente bene organizzate in tutte le nazioni dove regna la musica», ed è assurdo pretendere che «una nazione possa essere più favorita di un'altra». Le differenze tra una nazione e l'altra riguardano essenzialmente la melodia, la quale ha a che fare soprattutto con il gusto. La priorità dell'armonia sulla melodia nel pensiero di Rameau si fonda sul fatto che non si possono fornire «regole certe» per la melodia, anche se quest'ultima non ha meno forza espressiva. Dall'armonia derivano tutte le altre qualità della musica, compreso il ritmo stesso.
Il lavoro teorico di Rameau non fu capito - e soprattutto non fu accettato - dai suoi contemporanei. Fu accusato di essere un gelido speculatore in materia musicale e di vedere la musica come una disciplina scientifica, ricusando il valore emotivo della melodia. A Rameau va il merito di essere stato l'unico nell'Illuminismo ad aver saputo riconoscere il vero valore e l'estrema grandezza dell'arte musicale e fu ammirato dai Romantici perché promotore di un'alternativa originale alla concezione illuministica della musica come lusso evanescente. Il suo importante lavoro teorico preannuncia una nuova concezione della musica come linguaggio privilegiato, dell'inesprimibile, arte per eccellenza e strumento capace di trascendere la ragione umana.

## Aneddoti
Un giorno, una signora chiese al Maestro se comporre musica fosse difficile. Questi rispose che era affatto semplicissimo, e intese dimostrarglielo in questo modo: prese uno spillo e con quest'ultimo cominciò a punzecchiare qua e là un foglio di carta. Così fece anche la signora, consegnando il foglio al Maestro dopo averlo bucherellato per bene. A questo punto, al compositore non restò che descrivere il pentagramma, stabilire ritmo e valore delle note e, dove occorrevano, apporre delle alterazioni: quel pezzo passò alla storia col titolo di Aria di Danza Selvaggia.
Rameau stava assistendo alla prova di una sua composizione quando, irritato dalle libertà interpretative che si permetteva il direttore d'orchestra, chiese a quest'ultimo di prestare maggior fede allo spartito. Il direttore, però, la prese sul personale e se ne andò stizzito. Per tutta risposta, il Maestro asserì: «Io sono l'architetto che ha progettato il lavoro, lei non è che il muratore che deve eseguirlo».

## Le opere

### Musica

#### Strumentale (per clavicembalo)
- Trois livres de pièces de clavecin:
  - Premier Livre de pièces de clavecin (1706), Parigi.
  - Pièces de clavecin avec une méthode pour la mécanique des doigts (1724), Parigi. Tambourinⓘ
  - Nouvelles Suites de pièces de clavecin avec des remarques sur les différents genre de musique (1728), Parigi.
- Pièces de clavecin en concert avec un violon ou une flûte et une viole ou un deuxième violon (1741), Parigi.
- La Dauphine, brano isolato (1747).
- Les Tendres Plaintes (1724).

#### Tragédies lyriques
- Samson (mai rappresentata, andata perduta).
- Hippolyte et Aricie.
- Castor et Pollux.
- Dardanus.
- Zoroastre.
- Linus (andata perduta).
- Abaris ou Les Boréades.

#### Comédies lyriques
- Platée.
- Les Paladins (1760 all'Académie Royale de Musique di Parigi).

#### Comédie-ballet
La Princesse de Navarre.

#### Balletti (Opéra-ballet - ballets héroïques)
- Les Indes galantes.
- Les Fêtes d'Hébé.
- Les Fêtes de Polymnie.
- Le Temple de la Gloire.
- Les Fêtes de l'Hymen et de l'Amour.
- Les Surprises de l'Amour.
- Pygmalion, 1748 all'Académie Royale de Musique ripresa con successo nel 1751.
- La Naissance d'Osiris.
- La Guirlande.
- Anacréon (libretto di Cahusac).
- Les Sybarites.
- Nélée et Myrthis.
- Io.
- Zéphyre

#### Pastorales héroïques
- Zaïs.
- Naïs.
- Acanthe et Céphise.
- Daphnis et Eglé.
- Lysis et Délie (musica perduta).

#### Cantate
- Médée (1702-1706), opera perduta.
- L'Absence (1702-1706), opera perduta.
- Les amants trahis (1721), opera perduta.
- Orphée (1721)
- L'impatience (1722), opera perduta.
- Aquilon et Orithie (1727).
- Thétis (1727).
- Aquilon et Orithie (1727).
- Le Berger fidèle (1728).

#### Mottetti
- In convertendo (1712).
- Deus noster refugium (1714).
- Exultet caelum laudibus (1720), opera perduta.
- Laboravi (1722).
- Quam dilecta tabernacula tua (1726).

### Trattati e altri scritti teorici
- Traité de l'harmonie réduite à ses principes naturels (1722).
- Nouveau système de musique théorique (Paris, 1726).
- Dissertation sur les différents méthodes d'accompagnement pour le clavecin, ou pour l'orgue (Paris, 1732).
- Génération harmonique, ou Traité de musique théorique et pratique (Paris, 1737).
- Mémoire où l'on expose les fondements du Système de musique théorique et pratique de M. Rameau (1749).
- Démonstration du principe de l'harmonie (Paris, 1750).
- Nouvelles réflexions de M. Rameau sur sa 'Démonstration du principe de l'harmonie' (Paris, 1752).
- Observations sur notre instinct pour la musique (Paris, 1754).
- Erreurs sur la musique dans l'Encyclopédie (Paris, 1755).
- Suite des erreurs sur la musique dans l'Encyclopédie (Paris, 1756).
- Reponse de M. Rameau à MM. les editeurs de l'Encyclopédie sur leur dernier Avertissement (Paris, 1757).
- Nouvelles réflexions sur le principe sonore (1758–9).
- Code de musique pratique, ou Méthodes pour apprendre la musique...avec des nouvelles réflexions sur le principe sonore (Paris, 1760).
- Lettre à M. Alembert sur ses opinions en musique (Paris, 1760).
- Origine des sciences, suivie d'un controverse sur le même sujet (Paris, 1762).